# کداک دی‌سی۳۲۰۰

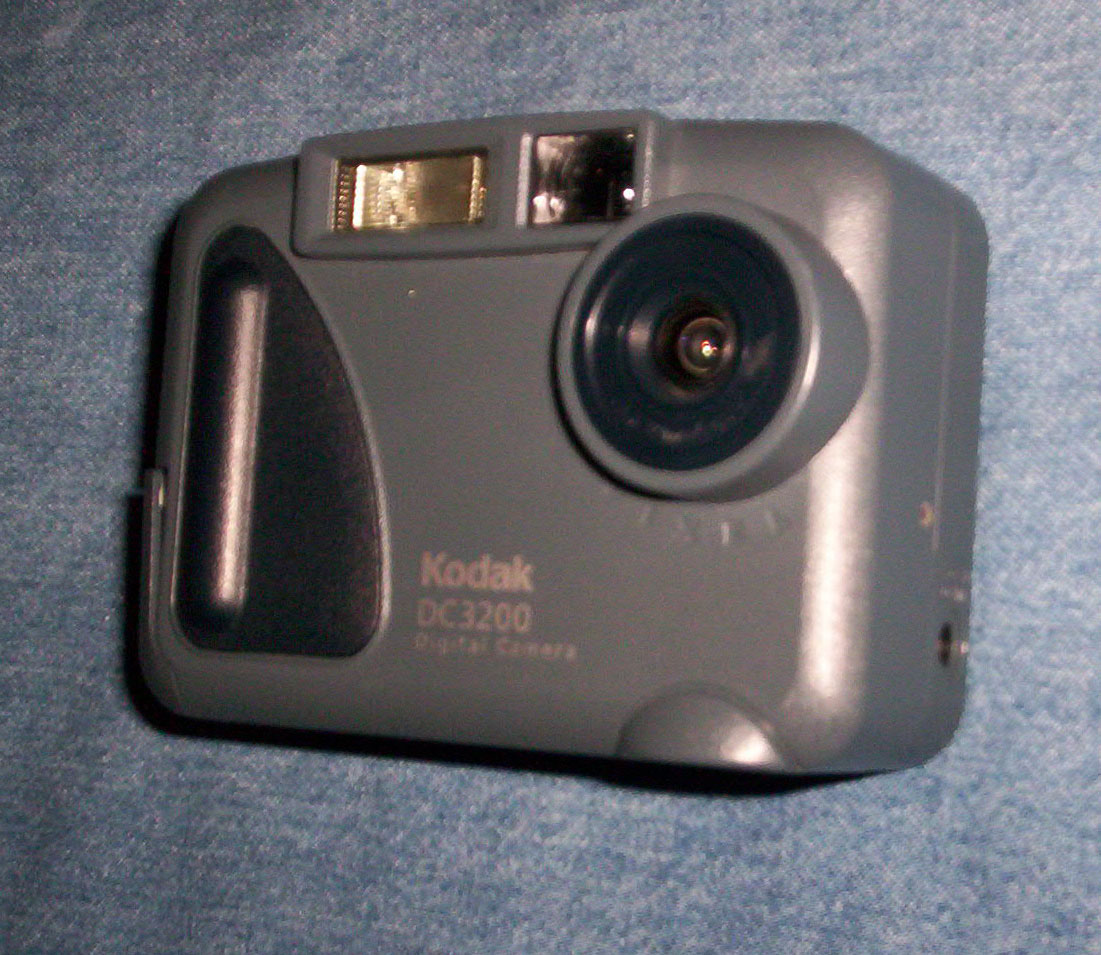
کداک دی‌سی۳۲۰۰

کداک دی‌سی۳۲۰۰ (به انگلیسی: Kodak DC3200) یک دوربین عکاسی ساخت شرکت کداک است.